# Downton Abbey
Downton Abbey és una sèrie dramàtica de televisió del Regne Unit produïda per Carnival Films i per Masterpiece per a ITV i PBS. Va ser creada i escrita principalment per l'escriptor Julian Fellowes, qui va ser premiat el 2002 amb un Oscar pel seu guió per a la pel·lícula Gosford Park de Robert Altman. Ha estat doblada al català per TV3, que va estrenar-la el 21 de juliol de 2025.
La sèrie va començar a emetre's el 2010 i a causa de l'alta audiència, ITV confirmà el 12 d'octubre d'aquell mateix any que en faria una segona temporada, que va començar el setembre de 2011. La cadena ITV també va confirmar-ne una tercera temporada de vuit capítols més l'especial de Nadal, per a 2012, i una quarta pel 2013.

## Sinopsi
El 1912 la vida al comtat de Downton Abbey (Anglaterra) canvia quan el futur hereu de la família mor en l'enfonsament del Titanic. El nou hereu presumpte és un jove advocat de classe mitjana anomenat Matthew, cosí llunyà del comte, ja que el comte, Robert Crawley i la seva dona, Cora Crawley no tenen fills, sinó tres filles: Mary, Edith i Sybill, que no poden heretar. Aquest nou hereu no acaba d'agradar al si de la família, i especialment és detestat per la comtessa vídua de Grantham, mare d'en Robert.

## Plantejament

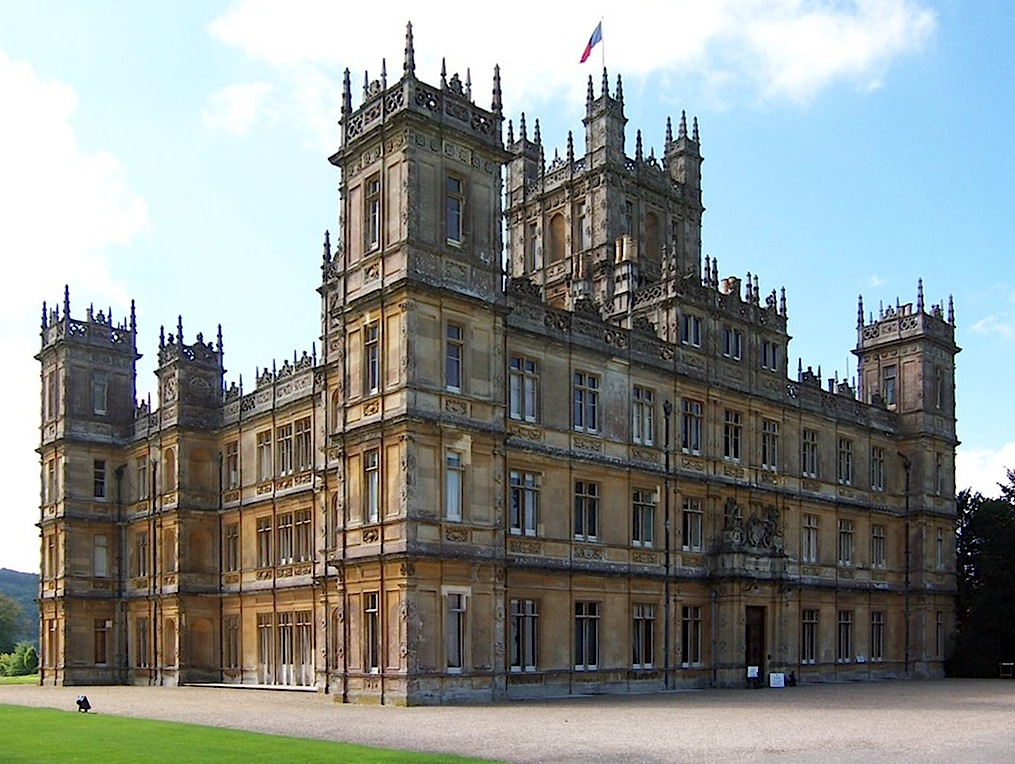
Castell de Highclere, on s'han gravat els interiors i els exteriors de la sèrie.

La sèrie es desenvolupa al voltant de la vida de l'aristocràtica família del comte de Grantham, la seva mare, la seva dona, les seves tres filles i altres familiars, així com tots els seus criats, cap a començaments del regnat del rei Jordi V del Regne Unit, durant les primeres dècades del segle xx, i té com a qüestió de fons el destí dels béns de què gaudeix la família, sobretot Downton Abbey, un petit castell, la propietat del qual obeeix unes regles diferents de les habituals.
Lord Robert Crawley és per herència comte Grantham i amo de Downton Abbey, on viu amb la seva família i els seus criats, però no n'és l'amo incondicional. El títol de comte, la casa i els altres béns formen part d'una primogenitura que es remunta a diverses generacions. Llurs titulars, a canvi de gaudir-ne, estan obligats a administrar i a fer més gran aquest patrimoni per després transmetre'l als seus fills.
L'actual comte havia rebut el conjunt de béns associats a la primogenitura en un estat ruïnós, que fou millorat fins a aconseguir l'actual esplendor, gràcies al seu matrimoni amb la Cora, una rica hereva americana la fortuna de la qual fou incorporada amb el matrimoni, i amb qui té tres filles. Com que la parella no té un hereu masculí, quan mori el comte, les propietats hauran de transmetre's a un parent. I aquesta situació podria fer que la família hagués de marxar de la casa i abandonar les propietats i riqueses.
Per evitar aquesta possibilitat, l'actual comte prepara que la seva filla gran, Mary, es casi amb el seu cosí Patrick, fill de l'hereu, James Crawley, cosí del comte, i així el títol i els béns romandrien directament en la família. Però els dos cosins moren en el viatge inaugural del Titanic el 14 d'abril de 1912.
Aquesta notícia de dol marca l'inici de la sèrie, que continua amb l'arribada a Downton Abbey, cridat pel comte, d'en Matthew Crawley, el nou hereu, un jove advocat de Manchester, gens familiaritzat amb la vida aristocràtica i de vegades extravagant a ulls de la família. Arriba amb la finalitat d'esdevenir el marit de Lady Mary.

## Repartiment

### Principal
- Maggie Smith com a Violet Crawley, la comtessa vídua de Grantham i mare de Robert Crawley, l'actual comte de Grantham (veu de Maife Gil[2])

- Hugh Bonneville com a Robert Crawley, Lord Grantham i actual setè comte de Grantham (veu de Joan Carles Gustems[2])
- Elizabeth McGovern com a Cora Crawley (de soltera Cora Levinson), Lady Grantham i actual comtessa (veu d'Anna Orra[2])
- Michelle Dockery com a Lady Mary Josephine Talbot (de soltera Mary Crawley), filla gran dels Crawley (veu d'Eva Lluch[2])
- Laura Carmichael com a Edith Pelham, marquesa de Hexham (de soltera Edith Crawley), segona filla dels Crawley (veu de Núria Trifol[2])
- Jessica Brown Findlay com a Lady Sybil Cora Branson (de soltera Sybil Crawley), filla petita dels Crawley (veu d'Isabel Valls[2])
- Dan Stevens com a Matthew Crawley, hereu presumpte de Robert Crawley (veu de José Posada[2])
- Penelope Wilton com a Isobel Crawley (de soltera Isobel Turnbull), Lady Merton i mare del Matthew Crawley (veu de Lourdes López[2])
- Jim Carter com a Charles "Charlie" Carson o senyor Carson, majordom de Downton Abbey (veu de Joan Crosas[2])
- Phyllis Logan com a Elsie May Carson (de soltera Elsie Hughes) o senyora Hughes (veu de Maria Luisa Solá[2])
- Brendan Coyle com a John Bates, ajudant personal de Lord Grantham (veu de Luis Grau[2])
- Siobhan Finneran com a Sarah O'Brien o Miss O'Brien, donzella personal de Lady Grantham (veu de Núria Llop[2])
- Joanne Froggatt com a Anna May Bates (de soltera Anna May Smith), donzella personal de Lady Mary (veu d'Elisabet Bargalló[2])
- Robert James-Collier com a Thomas Barrow, primer cambrer de Downton Abbey (veu de Carles Lladó[2])
- Lesley Nicol com a Beryl Patmore, cuinera de Downton Abbey (veu de Fina Rius[2])
- Sophie McShera com a Daisy Parker (abans Mason i de soltera Daisy Robinson), ajudant de cuinera de Downton Abbey (veu d'Aina Lluch[2])
- Thomas Howes com a William Mason, segon cambrer de Downton Abbey (veu de David Garcia Llop[2])
- Rose Leslie com a Gwen Dawson, minyona de Downton Abbey (veu de Jana Massot[2])
- Kevin Doyle com a Joseph Molesley, criat personal de Matthew Crawley (veu de Xavier Casan[2])
- Allen Leech com a Tom Branson, xofer de Downton Abbey (veu de Marcel Navarro[2])

## Temporades
| Temporada | Temporada | Episodis | Estrena                | Final                                                    |
| --------- | --------- | -------- | ---------------------- | -------------------------------------------------------- |
|           | 1         | 7        | 26 de setembre de 2010 | 7 de novembre de 2010                                    |
|           | 2         | 8 (+1)   | 18 de setembre de 2011 | 6 de novembre de 2011 25 de desembre de 2011 (especial)  |
|           | 3         | 8 (+1)   | 16 de setembre de 2012 | 4 de novembre de 2014 25 de desembre de 2012 (especial)  |
|           | 4         | 8 (+1)   | 22 de setembre de 2013 | 10 de novembre de 2013 25 de desembre de 2013 (especial) |
|           | 5         | 8 (+1)   | 21 de setembre de 2014 | 9 de novembre de 2014 25 de desembre de 2014 (especial)  |
|           | 6         | 8 (+1)   | 20 de setembre de 2015 | 8 de novembre de 2015 25 de desembre de 2015 (especial)  |
| Total     | Total     | 47 (+5)  | 2010                   | 2015                                                     |